# Succulentes
Succulentes, (abreujat Succulentes), és una revista il·lustrada amb descripcions botàniques que és editada a Montecarlo des de l'any 1977.

## Publicacions
Ser. 1, ens. 1-4, 1977-1978
ser. 2, ens. 1-4, 1979-1980
ser. 3, ens. 1-4, 1981-1982
n.s. no. 1+, 1983+